# Twist of Faith
Twist of Faith é um filme documentário norte-americano de 2004 dirigido por Kirby Dick a respeito de um homem que confronta a Igreja Católica sobre o abuso que sofreu quando adolescente. Foi produzido pelo canal de televisão por assinatura HBO e exibido no Festival Sundance de Cinema em 2005. Recebeu uma indicação ao Oscar de melhor documentário de longa-metragem.